# Ipiranga (Wasserlauf)
Der Riacho do Ipiranga (deutsch: Bach von Ipiranga) ist ein ca. 9 km langer Wasserlauf im Distrikt Ipiranga der brasilianischen Millionenstadt São Paulo, der in der Geschichte Brasiliens eine historische Bedeutung hat.

## Gewässer
Die Quelle des Ipiranga befindet sich inmitten des Botanischen Gartens von São Paulo. Heute leidet der Bach unter der massiven Umweltverschmutzung der Megalopolis São Paulo.

## Ort der Unabhängigkeitserklärung Brasiliens
Am 7. September 1822 war es am Ufer dieses Gewässers, wo mit dem Grito do Ipiranga („Schrei von Ipiranga“) das südamerikanische Kolonialreich Portugals zusammenbrach. Der portugiesische Statthalter, Pedro I., stieß selbst diesen Ruf in der damaligen unabhängigen Stadt Ipiranga aus: „Unabhängigkeit oder Tod“. Brasilien löste sich von seinem europäischen Mutterland. Der Ort wird auch im Text der brasilianischen Nationalhymne erwähnt.